# Archéologia
Archéologia est une revue scientifique mensuelle spécialisée dans l'archéologie.